# كارلوس أرديلا لول
كارلوس أرديلا لول (بالإسبانية: Carlos Ardila Lülle)‏‏ (4 يوليو 1930 في بوكارامانغا - 13 أغسطس 2021) شخصية أعمال، ومهندس مدني من كولومبيا.